# Antje Penk
Antje Penk (* 12. Mai 1974 in Wolfen bei Bitterfeld) ist eine deutsche Pädagogin und Autorin von Erzählungen und historischen Kriminalromanen.

## Leben und Werk
Nach dem Abitur 1992 studierte Penk bis 1997 Germanistik und Hispanistik. Ab 1997 leitete sie Eingliederungskurse für Spätaussiedler und war von 2000 bis 2010 Honorarkraft für Deutschunterricht und Spanischunterricht an Bernd-Blindow-Schulen.
Nach dem Zweiten Staatsexamen 2012 unterrichtete sie bis 2015 an der Evangelischen Gemeinschaftsschule Holzdorf, deren Leitung sie übernahm.  An der Evangelischen Gesamtschule Wittenberg war sie von 2015 bis 2018 Lehrerin für Deutsch und Spanisch. Seit 2018 leitet sie die Evangelische Grundschule Wolfen.
Antje Penk befasst sich seit 1980  in Folge ihrer AG „Schreibende Schüler“, Leitung Peter Hoffmann, mit kreativem Schreiben von Kindern und Jugendlichen, wobei der Fokus auf therapeutischem Schreiben liegt. In diesem Zusammenhang entstanden Anthologien, die sich um das Thema Behinderung und Benachteiligung drehen.
Penk ist verheiratet und hat einen 2002 geborenen Sohn.

## Veröffentlichungen
- Terra Indicta. Selbstverlag 1998
- Cave Canem. Vorsicht bissiger Hund. Selbstverlag 1998
- Wir in Holzweißig. Lebenswege. Selbstverlag 2003
- Der Wunschpilz (Kinderbuch) Selbstverlag 2007
- Die Feuervögel. Die große Reise. (Kinderbuch) 2009
- Silvesterblumen. Miniaturen. Projekte-Verl. Cornelius. Halle 2010, ISBN 978-3-86634-996-4
- Mord Nach Mittag. Authentische Kriminalfälle aus der DDR. (Kooperation mit Siegfried Schwarz) Das Neue Berlin. Berlin 2010, ISBN 978-3-360-02121-2
- Volo. Die Feuervögel. Überarb. Fassung. Edition Winterwork, Borsdorf 2013.
- Gada. 2. Teil der Feuervögel. Edition Winterwork, Borsdorf 2015 (Kinderbuch)
- Der Makronenmord. Authentische Kriminalfälle aus der DDR. (Kooperation mit Siegfried Schwarz) Verlag Bild und Heimat. Berlin 2015, ISBN 978-3-86789-489-0
- Bin ich's oder bin ich's. Ein Wittenbergkrimi. Edition Winterwork, Borsdorf 2017, ISBN 978-3-96014-385-7
- Der Tabakhändler. Historischer Krimi. Lychatz Verlag, Leipzig 2018, ISBN 978-3-942929-56-1
- Der Landstreicher. Historischer Krimi. Lychatz Verlag. Leipzig 2021, ISBN 978-3-948143-09-1
- Führerauftrag Farbdiaarchiv. Edition Winterwork. Borsdorf 2023, ISBN 978-3-98913-001-2

Anthologien (Herausgeber)
- Wir in Europa und in der Welt. Selbstverlag 1997
- Wunder wirken leise. Selbstverlag 2002
- Strickwerk aus Lebensfäden. Edition Winterwork. Borsdorf 2014, ISBN 978-3-86468-632-0